# Associazione Sportiva Bisceglie 1988-1989
Questa voce raccoglie le informazioni riguardanti  l'Associazione Sportiva Bisceglie nelle competizioni ufficiali della stagione 1988-1989.

## Rosa
| N. |                   | Ruolo | Calciatore           |
| -- | ----------------- | ----- | -------------------- |
|    | Italia (bandiera) | A     | Pasquale Angora      |
|    | Italia (bandiera) | C     | Massimo Baldacchini  |
|    | Italia (bandiera) | C     | Mario Boncompagni    |
|    | Italia (bandiera) | D     | Carmine Caricola (I) |
|    | Italia (bandiera) | D     | Michele Cataldi      |
|    | Italia (bandiera) | D     | Pietro Ciccone       |
|    | Italia (bandiera) | D     | Gaetano Cipolla      |
|    | Italia (bandiera) | A     | Giuseppe Curci       |
|    | Italia (bandiera) | D     | Michele De Bellis    |
|    | Italia (bandiera) | D     | Daniele Delli Carri  |
|    | Italia (bandiera) | A     | Valerio D'Errico     |
|    | Italia (bandiera) | D     | Giuseppe Di Bari     |

| N. |                   | Ruolo | Calciatore          |
| -- | ----------------- | ----- | ------------------- |
|    | Italia (bandiera) | C     | Raffaele Diliso     |
|    | Italia (bandiera) | C     | Lorenzo Ferrante    |
|    | Italia (bandiera) | D     | Vincenzo Lambertini |
|    | Italia (bandiera) | C     | Fabio Leonardelli   |
|    | Italia (bandiera) | C     | Mario Lodi          |
|    | Italia (bandiera) | P     | Nunzio Lomuscio     |
|    | Italia (bandiera) | C     | Savino Mannatrizio  |
|    | Italia (bandiera) | D     | Lorenzo Morisco     |
|    | Italia (bandiera) | A     | Antonio Rebesco     |
|    | Italia (bandiera) |       | Reggente            |
|    | Italia (bandiera) | D     | Luca Renna          |
|    | Italia (bandiera) | P     | Girolamo Zinfollino |